# Tauraco livingstonii
Il turaco di Livingstone (Tauraco livingstonii Gray, 1864) è un uccello della famiglia Musophagidae.

## Sistematica
Tauraco livingstonii ha tre sottospecie:
- Tauraco livingstonii reichenowi
- Tauraco livingstonii cabanisi
- Tauraco livingstonii livingstonii

## Distribuzione e habitat
Questo uccello è vive nell'Africa sudorientale, dal Burundi al Sudafrica.